# Praça Húngara – Magyar tér
A Praça Húngara de Jaraguá do Sul, também conhecida como Magyar tér, é uma praça pública situada em Jaraguá do Sul, Santa Catarina, no bairro Garibaldi, construída na rotatória da Rodovia JGS 46, lateralmente a Igreja Santo Estevão. A praça foi construída em homenagem aos primeiros imigrantes húngaros que chegaram à cidade em 1891, provenientes do Condado de Veszprém. Na praça também contém placas com listas das famílias que imigraram nessa fase inicial.
A estrutura tem elementos que remetem à praça de Veszprém, além de abrigar a “Lança Húngara”, símbolo da força e união da comunidade húngara e foi doada ao Município de Jaraguá do Sul em 1996, por um empresário paulista. A "Lança Húngara" anteriormente encontrava-se no Centro de Informações Turísticas da Avenida Prefeito Waldemar Grubba.A praça também contempla as áreas de cultura, esporte e lazer, e possui espaço para apoio a ciclistas. O terreno de 2.500 metros quadrados foi adquirido pelo Município.

## História
O prefeito de Jaraguá do Sul, Jair Franzner, assinou no dia 24 de outubro de 2023, o processo licitatório para a construção da Praça Húngara (Magyar Tér), localizada em Santo Estevão, Garibaldi. Estiveram presentes no evento a cônsul-geral da Hungria, Szuszanna László, a adida cultural e de educação, Észter Klara Dobos, o cônsul honorário Amauri Steinmacher, além de autoridades e convidados. O projeto foi elaborado pela equipe técnica do município, por meio da Secretaria Municipal de Planejamento e Urbanismo.
A visita da cônsul húngara também teve como finalidade prestigiar a Bienal Internacional do Livro, que homenageia o país da Europa Central cuja uma das cidades, Veszprém, é coirmã de Jaraguá do Sul. Em função disso, a assinatura do edital e a apresentação do projeto da praça foram acompanhados por integrantes do Conselho Administrativo e diretorias da Sociedade Cultura Artística de Jaraguá do Sul (Scar) e do Centro Empresarial, onde acontece a Bienal do Livro.
Szuszanna László comentou que considera Jaraguá do Sul é um lugar especial, por ter a única cidade do Brasil, fora as capitais, que possui um Consulado Especial. “Aqui as coisas acontecem. Estou muito feliz em ver o entusiasmo da gestão municipal em valorizar a nossa cultura e as tradições. Agradecemos imensamente pela homenagem na Bienal e por este incrível projeto da praça. Jaraguá do Sul e Veszprém são muito parecidas, em se tratando de segurança, de cultura. Veszprém também passa por uma fase muito boa, sendo hoje a Capital Europeia da Cultura”, mencionou. “Veszprém e Jaraguá do Sul caminham bem juntas”, finalizou.